# Psycho Clown
Psycho Clown, né le 16 décembre 1985 à Mexico, est un catcheur mexicain. Il évolue de la fédération lucha libre Asistencia Asesoría y Administración.

## Carrière

### Asistencia Asesoría y Administración (2006-...)
Le 31 octobre 2010, Los Psycho Circus forme une nouvelle alliance nommée "Potencia Mundial" avec le AAA Mega Champion Dr. Wagner, Jr..
Le 19 mai 2012, ils perdent les titres contre El Consejo (Máscara Año 2000 Jr., El Texano Jr. et Toscano).
La rivalité entre Psycho Clown et El Texano Jr. culmine le 17 août lors de TripleMania XXII, où Psycho Clown a été victorieux dans un Lucha de Apuestas, mask vs. hair match entre les deux, forçant El Texano Jr. à avoir la tête rasée. Lors de Verano de Escándalo 2015, lui, Monster Clown et Murder Clown perdent les AAA World Trios Championship contre Los Hell Brothers (Averno, Chessman et Cibernético) dans un Three Way Match qui comprenaient également Holocausto (Electroshock, Hijo de Pirata Morgan et La Parka Negra).
Le 31 août 2015, il bat Chessman et remporte le AAA Latin American Championship.
Il participe à la Lucha Libre World Cup 2016 en tant que membre de la "Team AAA" aux côtés de El Texano Jr. et Pentagón Jr., en battant la "Team Ōdō and Zero1" (Akebono, Ikuto Hidaka et Masato Tanaka) dans les quarts de finale, et la "Team Noah" (Maybach Taniguchi, Naomichi Marufuji et Taiji Ishimori) dans les demi-finales. son équipe perd en finale du tournoi contre "Team Lucha Underground" (Johnny Mundo, Chavo Guerrero Jr. et Brian Cage). Le 3 juillet, il perd son titre contre Pentagón Jr.. Lors de Triplemanía XXIV, il bat Pagano dans un Best two-out-of-three falls Lucha de Apuestas, Mask vs. Hair Match et remporte les cheveux de ce dernier.
Lors de Triplemanía XXV, il bat Dr. Wagner, Jr. dans un Lucha de Apuestas, mask vs. mask match et remporte le masque de ce dernier,.
Lors de Guerra de Titanes 2018, il bat Rey Escorpión par disqualification après l'intervention de Monster Clown et Murder Clown qui l'attaquent mais il est sauvé par deux hommes masqués qui retirent ensuite leur masque pour se révéler être son frère Máximo et son cousin La Máscara avec qui il forme le groupe Los Mosqueteros del Diablo.

### Impact Wrestling (2019)
Le 1er février 2019 à Impact, il bat Fallah Bahh. Lors de Impact Uncaged, il remporte la World Cup (2019) avec la Team AAA (Puma King, Vikingo et Aerostar) en battant la Team Impact (Sami Callihan, Fallah Bahh, Eli Drake et Eddie Edwards).

## Palmarès
- Asistencia Asesoría y Administración
  - 1 fois AAA Latin American Championship
  - 1 fois AAA World Tag Team Championship avec Negro Casas
  - 2 fois AAA World Trios Championship avec Monster Clown et Murder Clown
  - 1 fois Mexican National Atómicos Championship avec Chessman, Killer Clown et Zombie Clown
  - Lucha Libre World Cup (2017) avec Pagano

- International Wrestling League
  - 2 fois IWL Trios Championship avec Monster Clown et Murder Clown[15]

- International Wrestling Revolution Group
  - 1 fois IWRG Intercontinental Trios Championship avec Monster Clown et Murder Clown
  - Guerra de Empresas (Janvier 2011) avec Murder Clown et Monster Clown

- Invasion RCH
  - 1 fois RCH Heavyweight Championship (actuel)[16]

- Impact ! Wrestling
  - Impact World Cup of Wrestling (2019) avec Puma King, Vikingo et Aerostar

- Pro Wrestling Illustrated
  - Classé 317e sur 500 dans le classement en 2014[17]

- Xtreme Latin American Wrestling
  - 1 fois X–LAW Junior Heavyweight Championship[18]

### Résultats des matchs à enjeu (Luchas de apuestas)
| # | Vainqueur (enjeu)                                                        | Perdant (enjeu)                                                             | Date            | Lieu          | Notes                                         |
| - | ------------------------------------------------------------------------ | --------------------------------------------------------------------------- | --------------- | ------------- | --------------------------------------------- |
| 1 | Brazo de Plata Jr. (masque)                                              | Maniqui (cheveux)                                                           | 23 mai 2004     | Tehuacan      | Au cours d'un Live event                      |
| 2 | Psycho Clown (masque)                                                    | Super Crazy (cheveux)                                                       | 29 mai 2011     | Mexico        | Au cours de Aniversario de Los Perros del Mal |
| 3 | Psycho Clown (masque)                                                    | X-Fly (cheveux)                                                             | 31 juillet 2011 | Guadalajara   | Au cours d'un Live event                      |
| 4 | Los Psycho Circus (Monster Clown, Murder Clown et Psycho Clown) (masque) | Los Perros del Mal (Halloween, Damián 666 et Nicho el Millonario) (cheveux) | 9 octobre 2011  | Monterrey     | Au cours de Heroes Inmortales                 |
| 5 | Psycho Clown (masque)                                                    | El Texano Jr. (cheveux)                                                     | 17 août 2014    | Mexico        | Au cours de Triplemanía XXII                  |
| 6 | Psycho Clown (masque)                                                    | Pagano (cheveux)                                                            | 28 août 2016    | Mexico        | Au cours de Triplemanía XXIV                  |
| 7 | Psycho Clown et Dr. Wagner, Jr. (masque)                                 | Nuevo Poder del Norte (Carta Brava Jr. et Soul Rocker) (masque)             | 4 juin 2017     | Ciudad Juárez | Au cours de Verano de Escándalo               |
| 8 | Psycho Clown (masque)                                                    | Dr. Wagner, Jr. (masque)                                                    | 26 août 2017    | Mexico        | Au cours de Triplemanía XXV                   |

## Récompenses des magazines
- Pro Wrestling Illustrated

| Année | 2014 | 2015 | 2016 | 2017 | 2018 | 2019 à 2020 | 2021 | 2022 | 2023 | 2024 |
| ----- | ---- | ---- | ---- | ---- | ---- | ----------- | ---- | ---- | ---- | ---- |
| Rang  | 317  | 323  | 333  | 170  | 197  | Non classé  | 212  | 41   | 52   | 237  |